# ホテル鹿の湯
株式会社ホテル鹿の湯（ホテルしかのゆ）は、札幌市南区にある企業。ホテル鹿の湯・花もみじを運営している。定山渓温泉の温泉街にあり、源泉「鹿の湯」を有している。

## 沿革
1897年（明治30年）に岩村通俊が定山渓温泉を訪れた際、原田伝弥ら14名が協力して定山渓の川岸に建物を造って引いてきた温泉に名前をつけてほしいと頼まれた。岩村は、以前美泉定山から野生のシカが豊平川の上流にある温泉で傷を癒していたという話を聞いていたことから「鹿の湯」と名づけた。これを受けて「鹿の湯寒翠閣」が開業した。鹿の湯寒翠閣は、本郷嘉之助・南部源蔵ほか数名が共同で定山渓の風防林を貸与されて開発した温泉場であり、管理を任せた人の名字から「山田温泉」、1899年（明治32年）から熊坂三次郎に経営が代わると「熊坂温泉」とも呼ばれた。1905年（明治38年）には佐藤・山田・高山温泉と御料局（後の帝室林野局）が資金を拠出して回春橋の架け替えを行い、「月見橋」と改名した。大正時代になると豊羽鉱山の操業や定山渓鉄道（定山渓鉄道線）開通によって定山渓は行楽地へと発展し、1918年（大正7年）に河合才一朗らが所有者になると「鹿の湯倶楽部」と改称して引き続き熊坂が運営した。1924年（大正13年）には所有者が太田クラに移ったが、経営を投げ出してしまう。1927年（昭和2年）に助川貞二郎を代表社員とする「合資会社鹿の湯温泉旅館」を設立して「鹿の湯クラブ」と改称。経営は地崎宇三郎に見込まれて札幌で金川旅館を営んでいた金川弥吉に任せた（1941年には金川が代表社員となりすべての経営を担う）。定山渓までの鉄道が電化され、小樽から定山渓に通じる道路（北海道道1号小樽定山渓線の前身）が開通すると、4層に増改築するなどして行楽客に対応した。戦時中は札幌陸軍病院の療養所に指定されたため、傷病兵が滞在・療養するようになった。終戦後は占領軍がレストキャンプとして鹿の湯クラブを接収、1947年（昭和22年）2月に同年3月末で所有者に返還すると通知したが、その翌日に原因不明の出火によって全焼してしまった。当時は補償制度が無かったため旅館の再建に向けての賠償を求めて上京するなど奔走し、漸く国に補償金を認めてもらうことができた。
1950年（昭和25年）に新しい建物が完成し、「鹿の湯温泉株式会社」を設立（1960年から「株式会社ホテル鹿の湯」と改称）。1954年（昭和29年）には鉄筋コンクリート7階建ての建物が完成した。1966年（昭和41年）には「政府登録国際観光旅館」となったほか、「株式会社レストランユック」（「ユック」とはアイヌ語で「鹿」の意味で更科源蔵が命名）を設立して外食産業に乗り出した。1968年（昭和43年）には支笏湖畔に「支笏湖ホテル鹿の湯」がオープン（現在は支笏湖から撤退している）。1970年（昭和45年）に食料品卸売・お土産品販売などを行う「かな川物産株式会社」を設立した。1974年（昭和49年）にはホテル鹿の湯に鉄筋コンクリート11階建ての建物が完成した。

## 施設
「ホテル鹿の湯」と「花もみじ」は4階の連絡通路で行き来することができ、館内施設を共有している。

### ホテル鹿の湯
客室
- 和洋室 (20 m²、ツイン+4.5畳)
- 和洋室 (30 m²、4ベッド+6畳)
- 和室 (20 m²)

温泉
- 大浴殿 瑞雲
  - 内湯
  - ジャグジー／ミストサウナ
  - 露天風呂
  - お休み処
- 日帰り入浴

食事
- 大宴会場 翔雲
- 個室会食処 飛鳥
- レストラン 華宴
- 宴会場 寒翠
- 宴会場 青雲・にれ・こぶし

その他
- ラウンジ
- 土産処 里の花
- 民芸茶屋 花屋敷 田楽
- ゲームコーナー
- カラオケボックス 十八番 鹿歌亭
- ナイトクラブ リバーサイド

### 花もみじ
客室
- 和室 (35 m²、12.5畳)
- 和室 (25 m²、10畳)

温泉
- 展望浴殿 風月
  - 内湯
  - 露天風呂
  - お休み処
- もみじ湯
  - 内湯
  - 露天風呂
  - お休み処
- 貸切り湯
  - 天の湯
  - まる湯
  - かく湯
- 日帰り入浴

食事
- 大宴会場 翔雲
- 個室会食処 花かいどう
- 食事処 ななかまど・楓
- 宴会場 紫雲・いちい・から松・えぞ松

その他
- ラウンジ あじさい
- 図書ギャラリー
- 土産処 里の花
- 会議室 はるにれ
- 屋外プール（夏季営業）

## アクセス
NHK札幌放送局前から無料送迎バスを運行している（完全予約制）。
- 札幌市中心部から車で約50分
- 新千歳空港から高速道路利用して車で約90分

## 関連会社
- 株式会社レストランユック[13]
- かな川物産株式会社[14]
- 株式会社鹿の湯グループ本社

## 参考資料
- “鹿の湯の歴史”. ホテル鹿の湯. 2016年12月7日閲覧。
- 『さっぽろ文庫』 59 定山渓温泉、札幌市。2016年12月7日閲覧。